# Żyła zespalająca górna
Żyła zespalająca górna (łac. vena anastomotica superior), żyła zespalająca przednia (vena anastomotica anterior), żyła Trolarda (vena Trolardi) – w anatomii człowieka żyła mózgowia łącząca żyłę środkową powierzchowną mózgu (a za jej pośrednictwem zatokę jamistą) z zatoką strzałkową górną. Jej przebieg jest ukośny, prowadząc od żyły środkowej powierzchownej mózgu ku górze i tyłowi.
Nazwa eponimiczna upamiętnia Jeana Baptiste’a Paulina Trolarda, francuskiego anatoma.